# Saint-Genis-Pouilly
Saint-Genis-Pouilly – miejscowość i gmina we Francji, w regionie Owernia-Rodan-Alpy, w departamencie Ain.

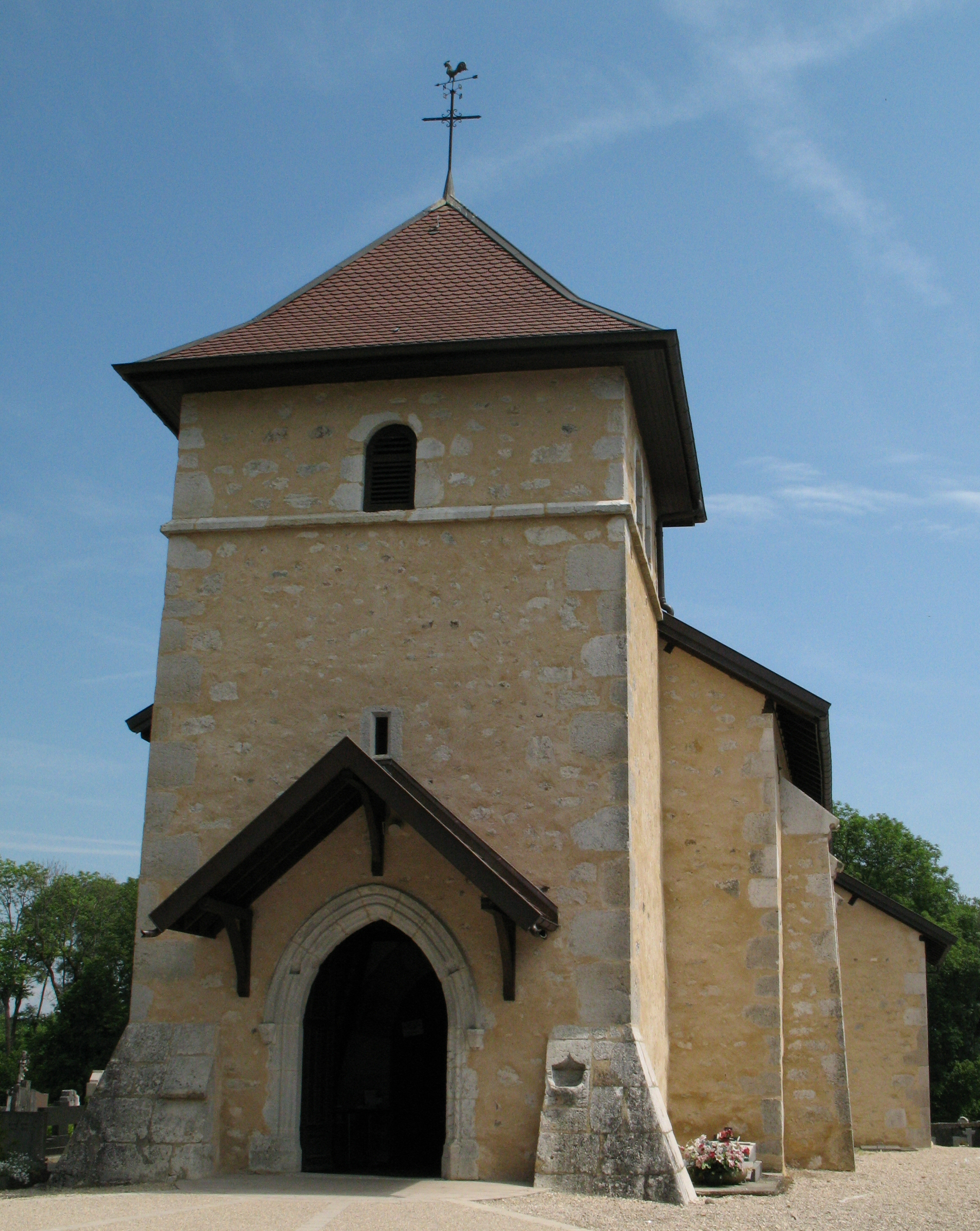
Kościół św. Piotra (2007 r.)

## Nazwa
Nazwa miejscowości pochodzi od imienia św. Genezjusza.

## Demografia
Według danych na styczeń 2012 roku gminę zamieszkiwało 9606 osób, a gęstość zaludnienia wynosiła 983,2 osób/km².

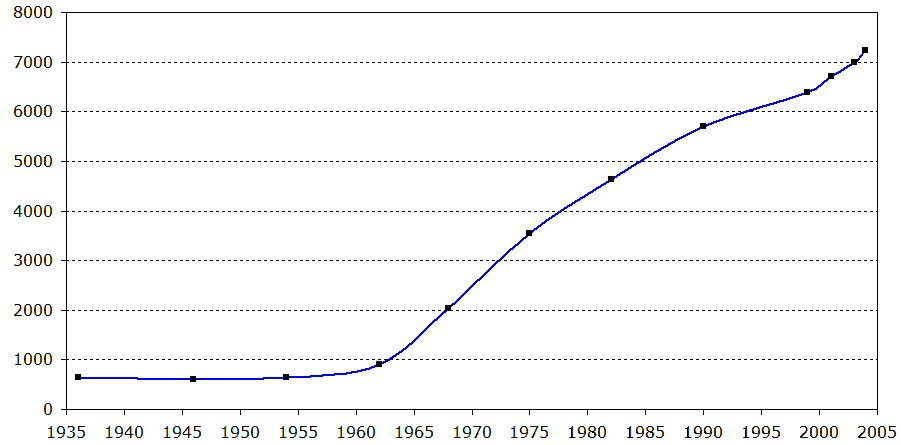
Demografia Saint-Genis-Pouilly w latach 1935-2005